# Bjarne Henning-Jensen
Bjarne Henning-Jensen (6. oktober 1908 på Frederiksberg – 21. februar 1995 smst) var dansk filminstruktør og manuskriptforfatter, der især i 1940'erne og 1950'erne instruerede mange betydende danske film.

## Baggrund
Bjarne Henning-Jensen begyndte som skuespiller i Odense, Århus og på Riddersalen i København. Han havde som sådan enkelte filmroller i slutningen af 1930'erne. I 1938 blev han gift med Astrid Henning-Jensen, som han arbejdede sammen med i mange film.

## Karriere
I 1940 blev han ansat på Nordisk Film, og her begyndte han at lave film selv. Under krigen instruerede han en række korte dokumentarfilm med titler som Brunkul, Sukker, Papir og De Danske Sydhavsøer. Den første egentlige spillefilm var Når man kun er ung, og efter krigens afslutning fik han et stort gennembrud med den socialrealistiske indspilning af Martin Andersen Nexøs Ditte Menneskebarn.
Han skrev manuskripter og instruerede flere film de kommende år, ofte sammen med sin hustru, men fra begyndelsen af 1960'erne ebbede karrieren ud. I perioden 1967-1984 var han sammen med hustruen også forfatter på radioserien Karlsens Kvarter.

## Filmografi (uddrag)
De fleste af filmene har han både skrevet manuskript til og instrueret, for en dels vedkommende sammen med Astrid Henning-Jensen.
- Når man kun er ung (1943)
- De danske Sydhavsøer (1944)
- Ditte Menneskebarn (1946)
- De pokkers unger (1947)
- Kristinus Bergman (1948)
- Vesterhavsdrenge (1950)
- Solstik (1953)
- En sælfangst i Nordgrønland (1955)
- Paw (1959) (kun manuskript)
- Kort er sommeren (1962)
- Skipper & Co. (1974)